# Bendt Rose

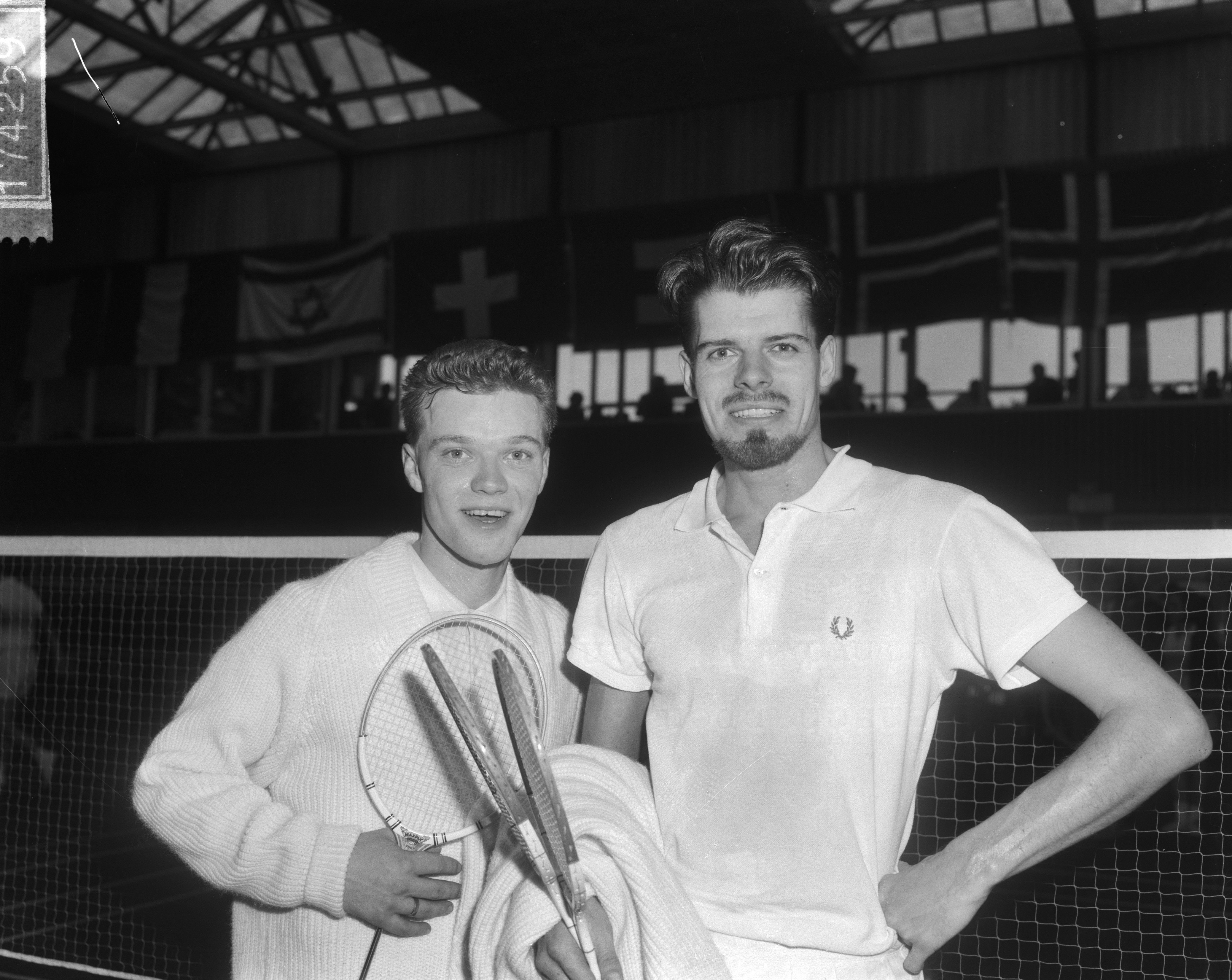
Bendt Rose (rechts) 1965

Bendt Rose (* um 1939) ist ein dänischer Badmintonspieler. 

## Karriere
Bendt Rose wurde 1955 erstmals nationaler Juniorenmeister in Dänemark, drei weitere Titelgewinne folgten bis 1958. 1965 gewann er die Norwegian International und belegte Rang zwei bei den Dutch Open 1965. 1965, 1971 und 1972 startete er bei den All England. Weitere Erfolge erkämpfte er sich bei Senioren-Europa- und -Weltmeisterschaften.

## Sportliche Erfolge
| Saison    | Veranstaltung                                    | Disziplin    | Platz | Name                                               |
| --------- | ------------------------------------------------ | ------------ | ----- | -------------------------------------------------- |
| 1954/1955 | Dänemark: Einzelmeisterschaften der Junioren U17 | Herreneinzel | 1     | Bendt Rose, Assens                                 |
| 1955/1956 | Dänemark: Einzelmeisterschaften der Junioren U17 | Herreneinzel | 1     | Bendt Rose, Assens                                 |
| 1956/1957 | Dänemark: Einzelmeisterschaften der Junioren U19 | Herreneinzel | 1     | Bendt Rose, Odense                                 |
| 1957/1958 | Dänemark: Einzelmeisterschaften der Junioren U19 | Herreneinzel | 1     | Bendt Rose, Odense                                 |
| 1965      | Norwegian International                          | Herrendoppel | 1     | Morten Pommergaard / Bendt Rose                    |
| 1994/1995 | Dänemark: Seniorenmeisterschaften 50+            | Herrendoppel | 1     | Hans Henrik Svendsen / Bendt Rose, Skovshoved      |
| 1994/1995 | Dänemark: Seniorenmeisterschaften 55+            | Herreneinzel | 1     | Bendt Rose, Skovshoved                             |
| 1995      | Senioren-Europameisterschaft 50+                 | Herrendoppel | 1     | Bendt Rose / Hans-Henrik Svendsen                  |
| 1995/1996 | Dänemark: Seniorenmeisterschaften 55+            | Herreneinzel | 1     | Bendt Rose, Skovshoved                             |
| 1995/1996 | Dänemark: Seniorenmeisterschaften 50+            | Herrendoppel | 1     | Leif V. Hansen, Gladsaxe / Bendt Rose, Skovshoved  |
| 1996/1997 | Dänemark: Seniorenmeisterschaften 50+            | Herrendoppel | 1     | Bendt Rose, Skovshoved / Leif V. Hansen, Gladsaxe  |
| 1996/1997 | Dänemark: Seniorenmeisterschaften 55+            | Herreneinzel | 1     | Bendt Rose, Skovshoved                             |
| 1997/1998 | Dänemark: Seniorenmeisterschaften 50+            | Herrendoppel | 1     | Bendt Rose, Skovshoved / Leif V. Hansen, Gladsaxe  |
| 1997/1998 | Dänemark: Seniorenmeisterschaften 55+            | Herreneinzel | 1     | Bendt Rose, Skovshoved                             |
| 1999/2000 | Dänemark: Seniorenmeisterschaften 55+            | Herrendoppel | 1     | Bendt Rose / Hans Henrik Svendsen, Skovshoved      |
| 1999/2000 | Dänemark: Seniorenmeisterschaften 55+            | Herreneinzel | 1     | Bendt Rose, Skovshoved                             |
| 2002/2003 | Dänemark: Seniorenmeisterschaften 55+            | Herrendoppel | 1     | Bendt Rose / Hans Henrik Svendsen, Skovshoved      |
| 2002/2003 | Dänemark: Seniorenmeisterschaften 60+            | Herreneinzel | 1     | Bendt Rose, Skovshoved                             |
| 2003      | Senioren-Weltmeisterschaft 60+                   | Herreneinzel | 2     | Bendt Rose                                         |
| 2003      | Senioren-Weltmeisterschaft 60+                   | Herrendoppel | 1     | Bendt Rose / Leif V. Hansen                        |
| 2003/2004 | Dänemark: Seniorenmeisterschaften 60+            | Herrendoppel | 1     | Bendt Rose / Hans Henrik Svendsen, Skovshoved I.F. |
| 2003/2004 | Dänemark: Seniorenmeisterschaften 60+            | Herreneinzel | 1     | Bendt Rose, Skovshoved I.F                         |